# 林霄
林霄（？—？），浙江台州府太平县人，明朝政治人物、進士出身。

## 生平
成化十三年（1478年），丁酉科應天府鄉試第七名舉人。成化十四年（1479年），聯捷進士，后官至給事中。改翰林院庶吉士，十六年十二月授刑科給事中，十八年七月为正使，与行人姚隆为副使，赍诏封暹罗国王世子国隆勃剌略坤息利尤地为国王。後又出使满剌加，不肯北面屈膝，幽饿而死。弘治七年其子林菲被孝宗允许送国子监读书。